# Helio Piñón
Heliodoro Piñón Pallarés, més conegut com a Helio Piñón (Onda, Plana Baixa, 1942) és un arquitecte valencià. Amb Albert Viaplana va formar l'estudi Viaplana/Piñón (1974-1997). Després va formar el Laboratori d'Arquitectura en la ETSAB juntament amb Nicanor García (1999-2007), per passar posteriorment a treballar en solitari, compaginant la labor arquitectònica amb la docent.

## Biografia

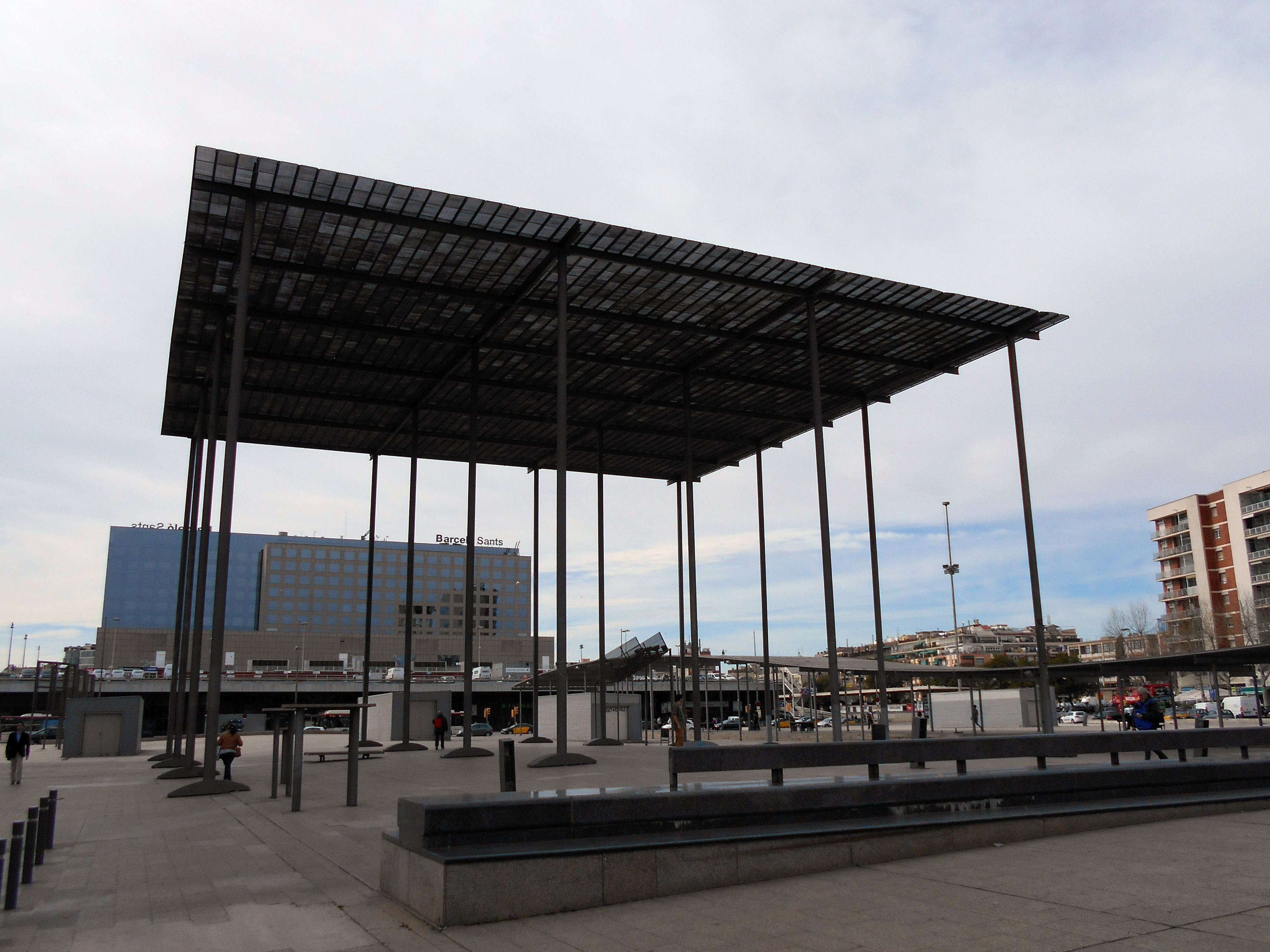
Plaça dels Països Catalans de Barcelona (1981-1983).

Va estudiar en la ETSAB, on es va llicenciar en 1966 i va doctorar en 1976, i on va ser catedràtic de Projectes des de 1979. Entre 1998 i 2002 va ser vicerector de Programes Culturals de la UPC. En 1974 es va associar amb Albert Viaplana, amb qui va treballar fins a 1997. Va pertànyer al consell de redacció de la revista Arquitecturas Bis (1974-1985), i ha publicat diverses obres sobre teoria i crítica arquitectònica: Reflexión histórica de la arquitectura moderna (1980), Arquitectura de las neovanguardias (1984), Arquitectura moderna en Barcelona 1951-1976 (1996), Curso básico de proyectos (1998), Mario Roberto Álvarez (2002), Paulo Mendes da Rocha (2002), Helio Piñón. Pasión por los sentidos (2003), El proyecto como (re)construcción (2005), Teoría del proyecto (2006), El formalismo esencial de la arquitectura moderna (2008), Arquitectura de la ciudad moderna (2010) y Skidmore, Owings & Merril (2012).
Les seves primeres obres es van emmarcar en l'òrbita de l'Escola de Barcelona (edifici Can Bruixa, 1974-1976) encara que de seguida es van distanciar d'aquesta i es van endinsar en un art conceptual i abstracte, amb influència del grup Five Architects, en la línia de la denominada arquitectura neomoderna (o vanguardisme contemporani). Es denota en obres com la casa Jiménez de Parga a la Garriga (1976) o el projecte per a la nova seu del Col·legi d'Arquitectes de València (1977).
Les seves obres en aquests anys es caracteritzen pel minimalisme, el rigor compositiu, la utilització de pocs materials i de les geometries obliqües i fetes fallida, que els acosten al deconstructivisme. Aquesta tendència a la desmaterialització i el conceptualisme es fa evident sobretot a la plaça dels Països Catalans de Barcelona (1981-1983), un espai urbà situat enfront de l'Estació de Sants, resolt amb un paviment de granit rosa sobre el que se situen una sèrie d'elements metàl·lics de disseny més escultòric que arquitectònic; va ser premi FAD en 1983. Altres obres en aquests anys van ser: el parc del Besós (1982-1987), la plaça de Josep Barangé a Granollers (1982-1989), la reconversió de l'antic convent de Santa Mònica al Centre d'Art Santa Mònica (1985-1989), l'Hotel Hilton (1986-1992) i la Biblioteca Montserrat Roig a Sant Feliu de Llobregat (1990, amb Ricard Mercadé).
En 1991 van dissenyar el monument a la República (Homenatge a Pi i Margall), a la plaça de la República, una estructura d'acer tallin de 30 metres d'altura, d'aspecte abstracte, encara que recorda un asta de bandera i una escalinata. El mateix any van participar en el Monument a Francesc Macià de Josep Maria Subirachs, encarregant-se del projecte urbanístic d'adequació del monument a la plaça de Catalunya, amb un estany que circumdés l'obra de Subirachs, en el qual es va instal·lar així mateix La deessa de Josep Clarà i Ayats.
Pels Jocs Olímpics de 1992 van construir un edifici d'habitatges situat en la La Vila Olímpica del Poblenou (avinguda d'Icària 210), així com els edificis d'oficines Eurocity 2, 3 i 4 (1989-1992). També van intervenir en la remodelació del port vell (Port Vell) de Barcelona, amb la creació del centre comercial Maremàgnum (amb Jordi Mir i Rafael Coll), i del pont pivotant de la Rambla de Mar. En aquests anys es van encarregar també de la reconversió de l'antiga Casa de la Caritat al Centre de Cultura Contemporània de Barcelona (1990-1993), per la qual cosa van guanyar el premi FAD en 1993. HelioPiñón i Albert Viaplana van ser guanyadors del Premi Ciutat de Barcelona d'arquitectura i urbanisme en 1989 i 1993.
Després de la seva ruptura amb Viaplana, HelioPiñón va renegar de tota la seva obra anterior, i va fundar al costat de Nicanor García el Laboratori d'Arquitectura en la ETSAB (1999-2007). Des de llavors ha treballat en solitari.
El 2013 va rebre el premi "Seny Onder 2012".

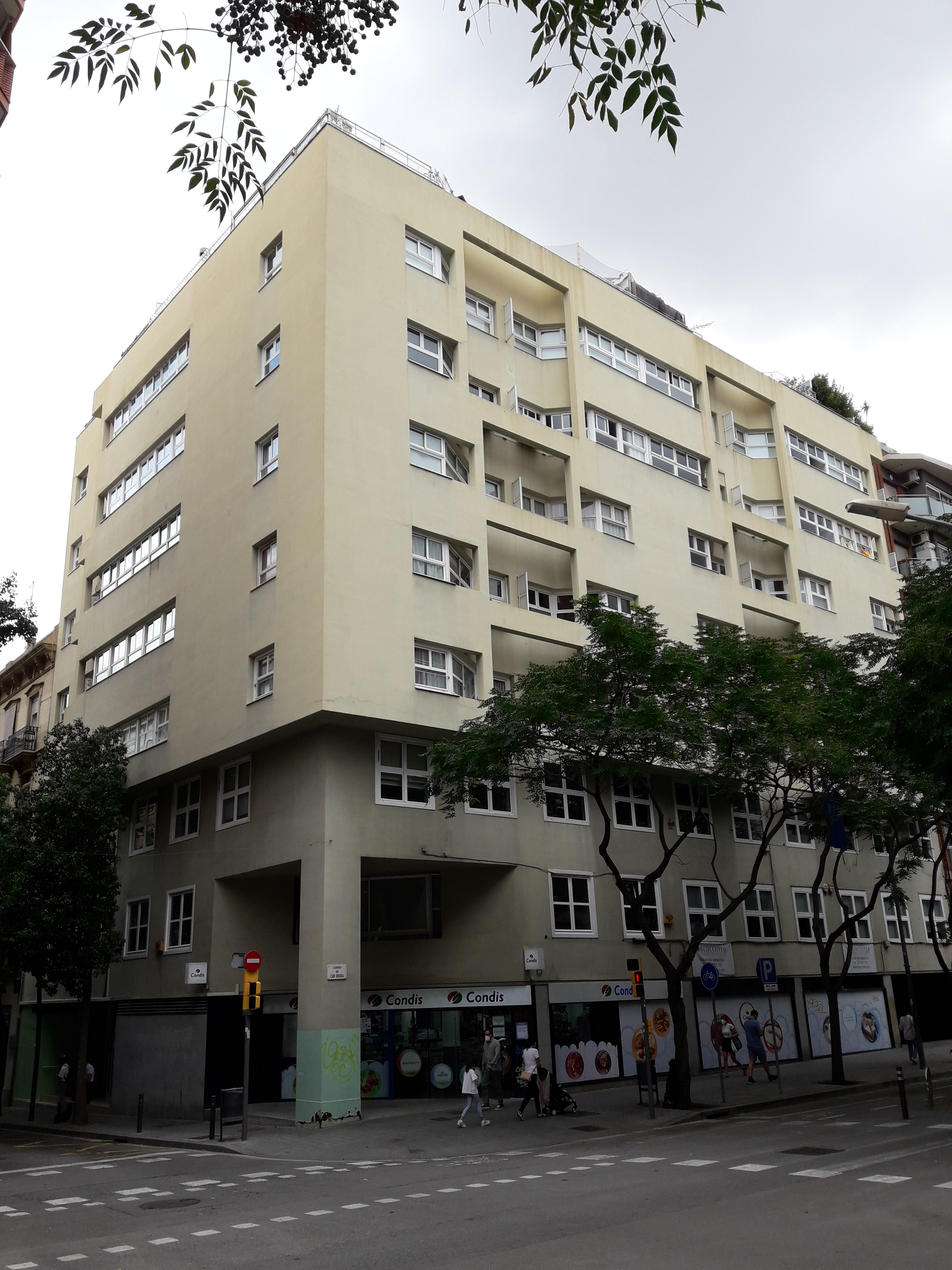
Edifici Can Bruixa (1974-76)
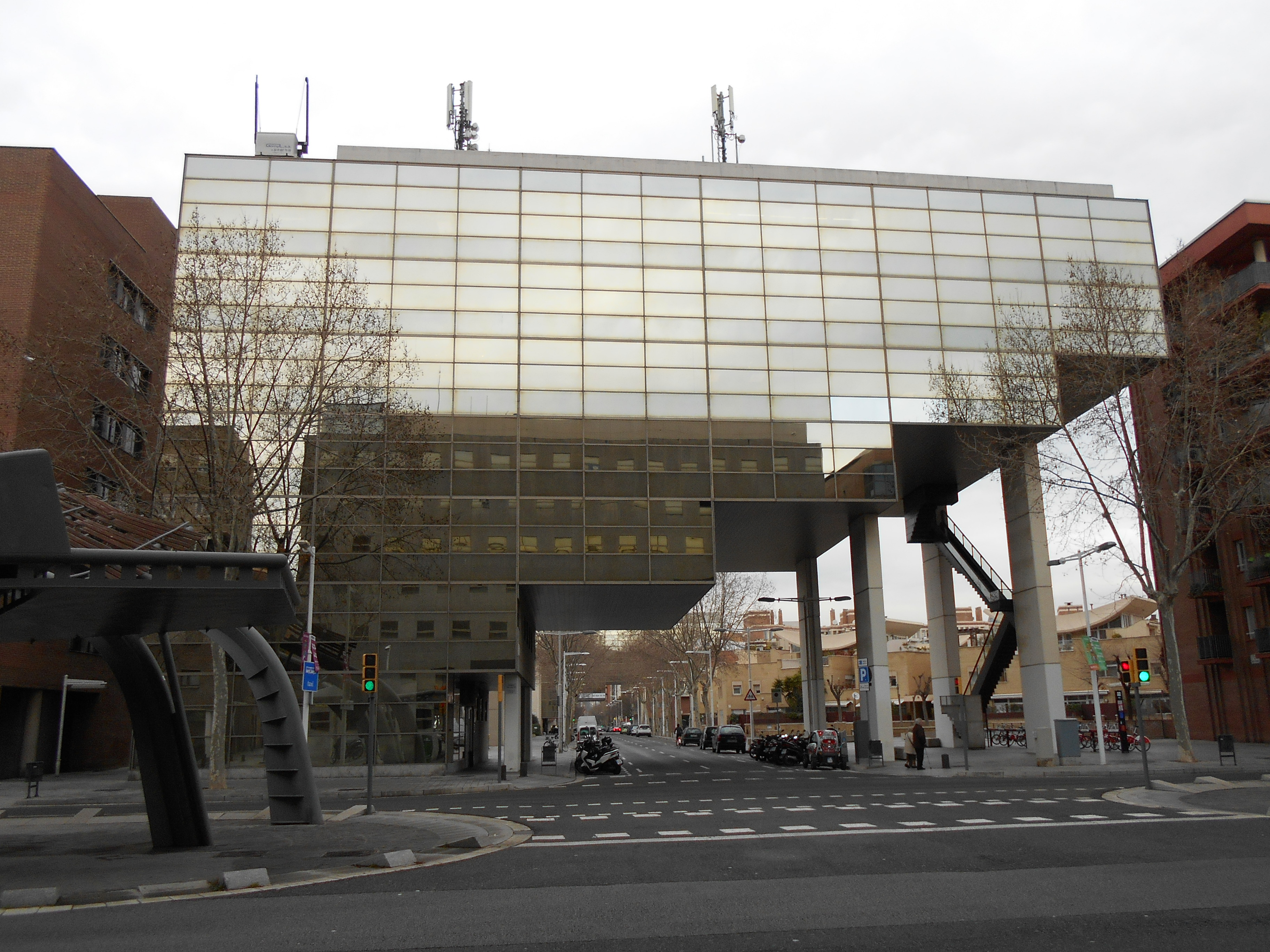
Eurocity 2-3 (1989-1992).
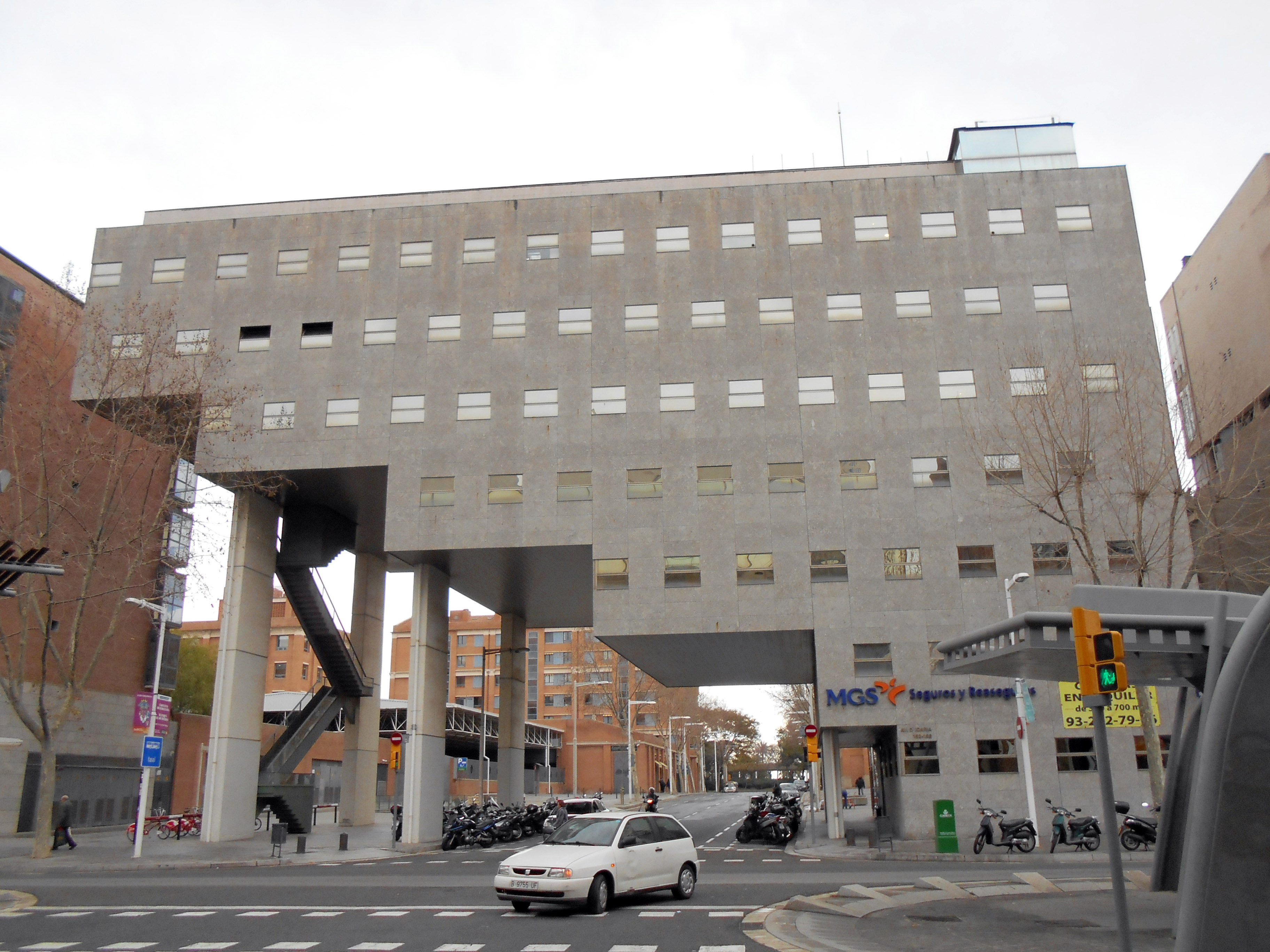
Eurocity 4 (1989-1992).
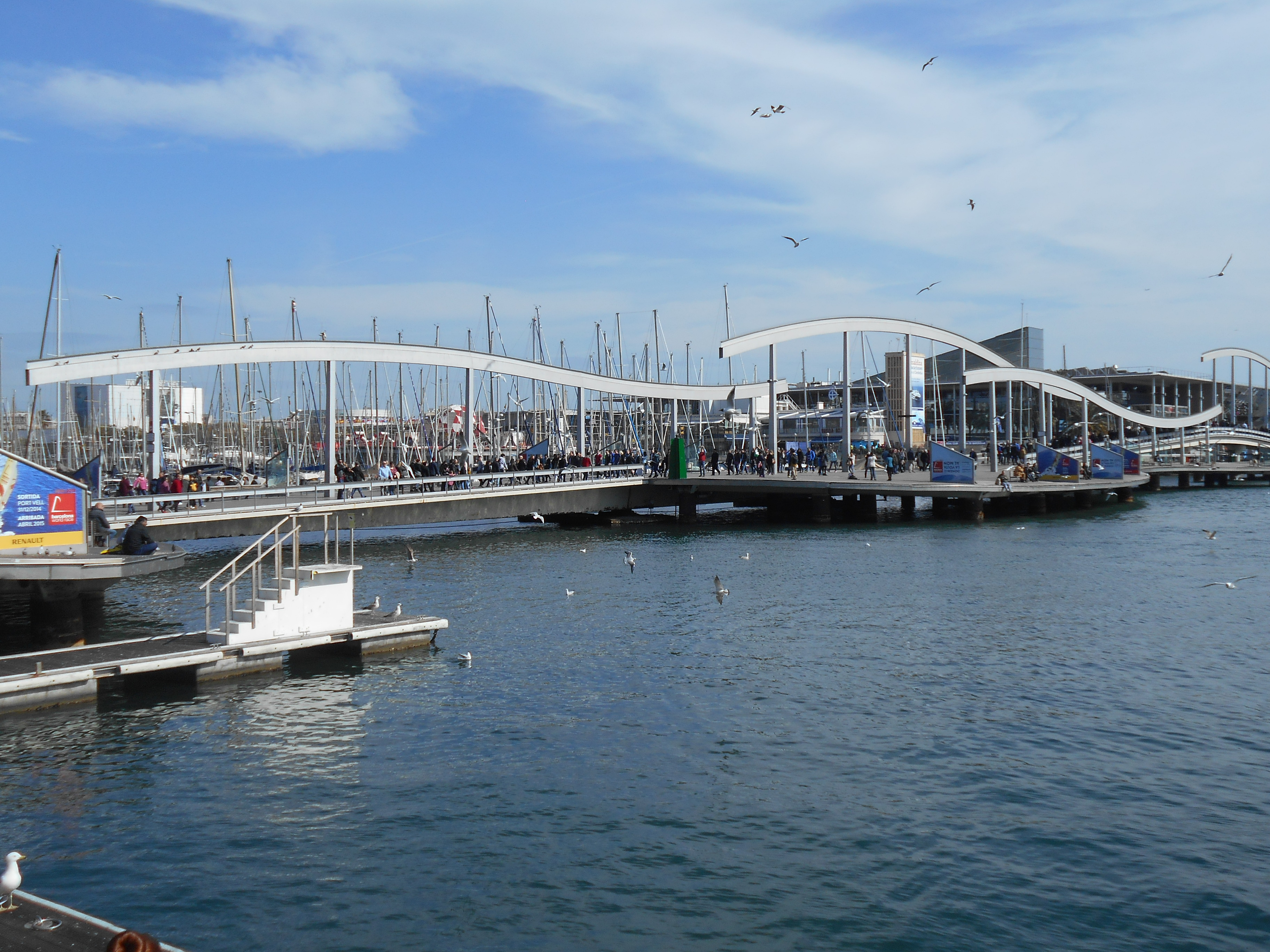
Pont de la Rambla de Mar (1990-1995).
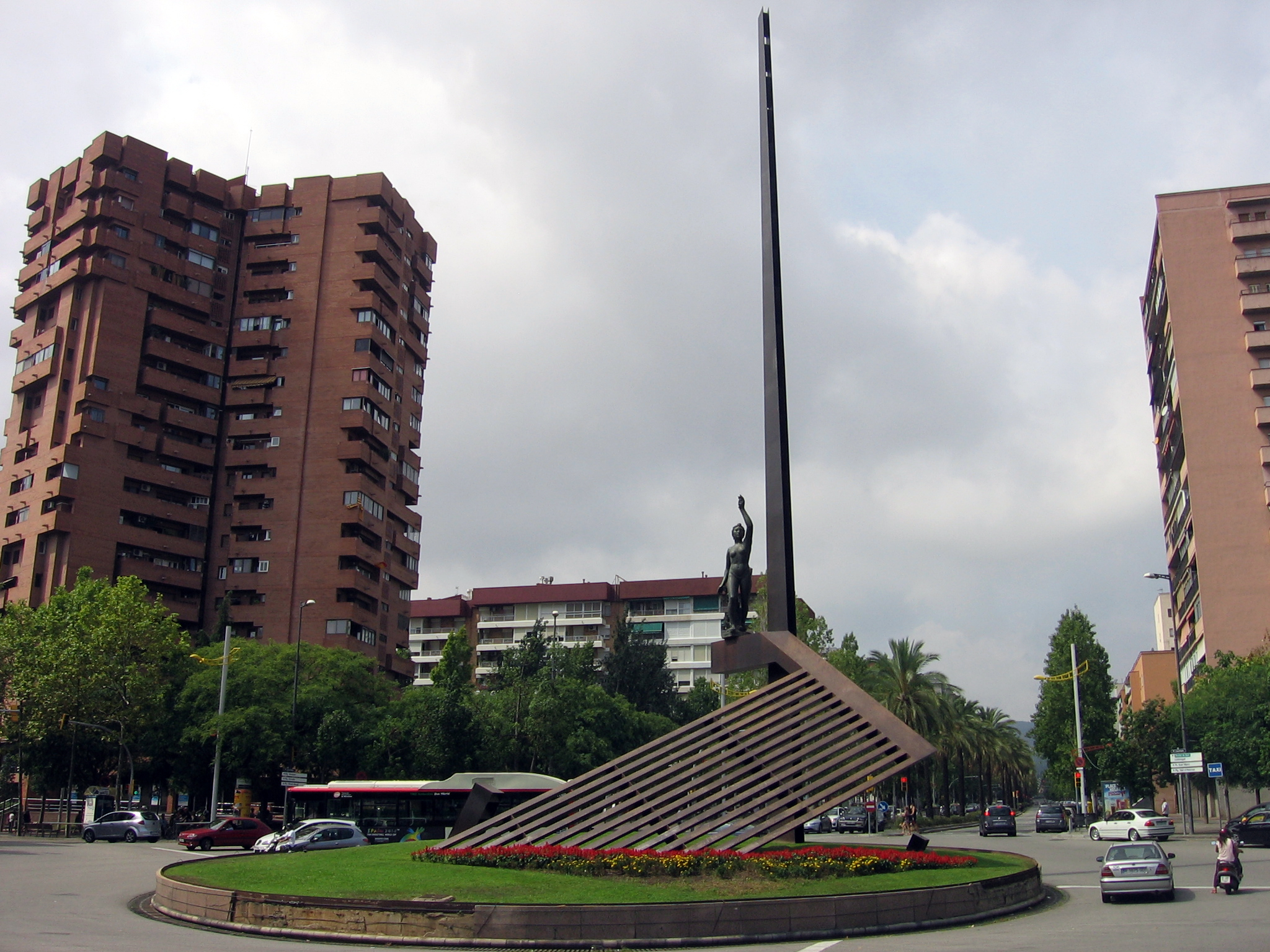
La República (Homenatge a Pi i Margall) (1991).
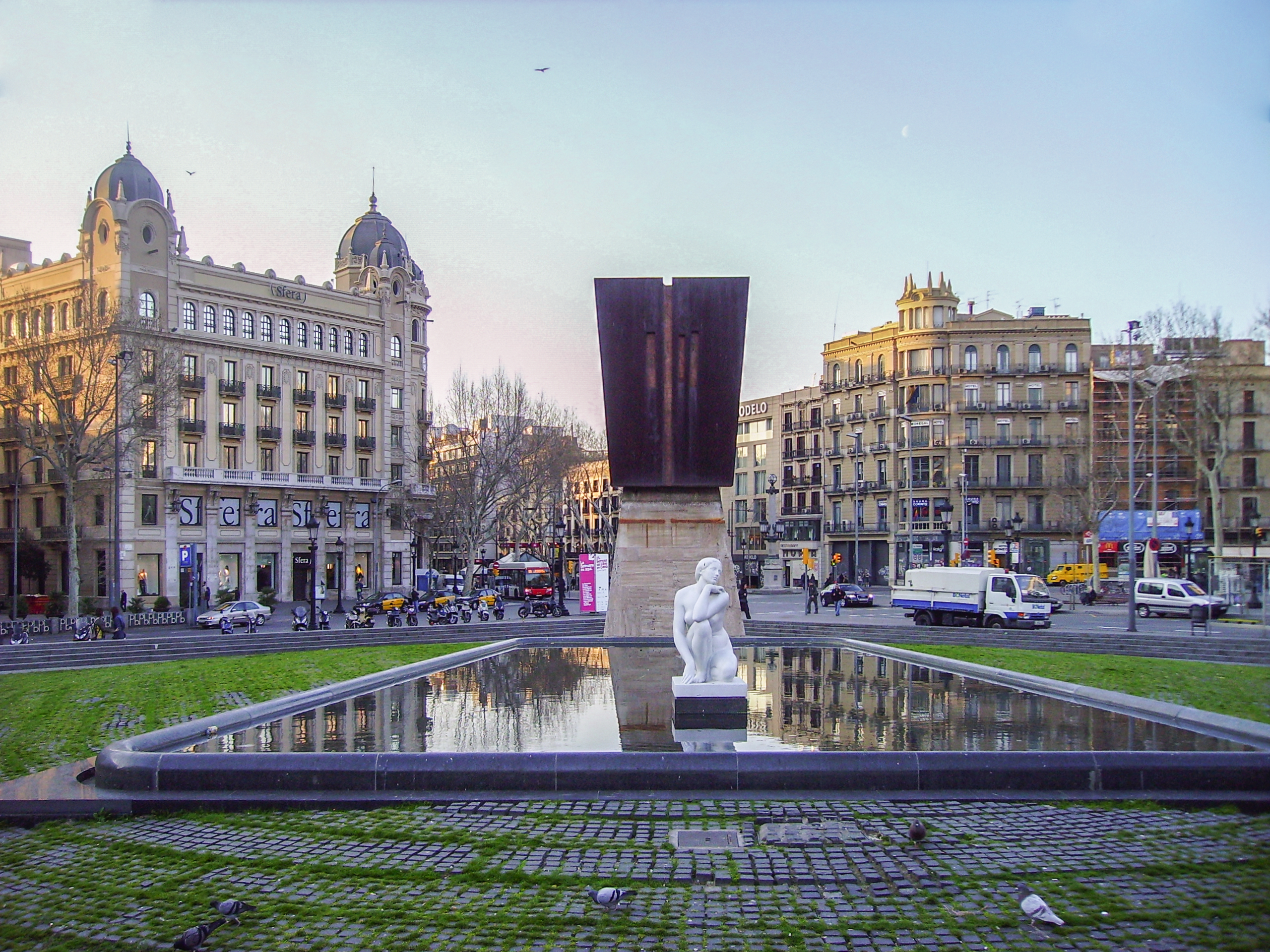
Monument a Francesc Macià (1991).